# 2004 MT8
2004 MT8 est un objet transneptunien faisant partie des cubewanos. 

## Caractéristiques
2004 MT8 mesure environ 150 km de diamètre.